# Script/Continuity
Script/Continuity ist ein Arbeitsfeld der Film- und Fernsehbranche bei Fiktion-Formaten (Kinofilme, Fernsehserien, Fernsehfilme, Seifenopern), das zur Regieabteilung gehört. Er unterteilt sich in die zwei Aufgabenbereiche Script und Continuity, die bei den meisten Film- und Fernsehproduktionen in Deutschland von derselben Person übernommen werden. Bei aufwendigen Produktionen steht dem Script/Continuity manchmal ein weiteres Script zur Unterstützung zur Seite. Bei Dokumentationen und Doku-Soaps wird nur der Bereich Script gebraucht. In Deutschland ist der Einsatz von Script/Continuities bei Werbefilmen eher selten.

## Ursprung
Der Beruf des Script/Continuity entwickelte sich in Deutschland aus dem Beruf der Ateliersekretärin. Die Ateliersekretärin war für die Dokumentation der Dreharbeiten in Filmstudios zuständig. Die Anforderungen während der Dreharbeiten stiegen mit der Zeit, daher entwickelte sich der Beruf weiter und wechselte auch seine Bezeichnung. Inzwischen ist das Berufsbild des deutschen Script/Continuity dem des englischen und amerikanischen Script Supervisors sehr ähnlich, aber nicht identisch.

## Script
Die Hauptaufgabe des Scripts ist das Erstellen von Berichten für den Schneideraum und für das Produktionsbüro. Folgende Berichte werden erstellt: Bildnegativberichte oder Schnittlisten, Cutterberichte und der Tagesbericht. Manche Regisseure und Editoren verlangen zudem ein Schnittbuch, das ebenfalls vom Script erstellt wird.
Zudem vergibt das Script die Einstellungsnummer und gibt diese an die Kameraabteilung für die Filmklappe und an den Tonmeister für seine Berichte weiter.

## Continuity
Die Aufgabe des Continuitys ist es, auf die Anschlüsse während der Dreharbeiten zu achten, damit keine Anschlussfehler entstehen. Als Mitarbeiter der Regieabteilung unterstützt es während der Dreharbeiten den Regisseur und arbeitet eng mit der Regieassistenz zusammen.

### Vorbereitung
Vor dem Beginn der Dreharbeiten hat das Continuity eine Vorbereitungszeit, in der das Drehbuch gelesen und „eingerichtet“ wird. Unter „einrichten“ versteht man, im Drehbuch Anschlüsse zu markieren und zu ergänzen. Vom Regieassistenten erhält das Continuity Drehbuchauszüge mit zusätzlichen Informationen zum Drehbuch und dessen Umsetzung. Außerdem stoppt das Continuity das Drehbuch in Absprache mit der Regieassistenz vor. Daraus ergeben sich die Vorstoppzeiten, die später mit der gedrehten Länge der Szenen (Drehstopp) und der Länge der Szenen im Schnitt (Schnittstopp) gegengerechnet wird.

### Während der Dreharbeiten
Während der Dreharbeiten überwacht das Continuity die Bewegungs- und Textanschlüsse der Schauspieler und die Handlungsachse. Die Anschlüsse werden im eingerichteten Drehbuch notiert und ergänzt. Bei Bedarf werden auch Anschlussfotos gemacht. Das Continuity ist dafür verantwortlich, dass in diesen Bereichen keine Anschlussfehler entstehen.
Bewegungsanschlüsse: Die Handlung und Bewegung der Schauspieler in einer Szene (Gänge, Gesten etc.) werden vom Continuity in sein eingerichtetes Drehbuch notiert. Wenn die Szene in mehreren Einstellungen gedreht wird, gibt es meistens eine Einstellung, die den Anschluss festlegt (normalerweise die Totale). Das Continuity gibt Auskunft über den richtigen Bewegungsablauf und merkt Abweichungen an.
Textanschlüsse: Wenn in einer Szene beim Proben oder beim Drehen der ersten Einstellungen der Text vom ursprünglichen Dialog geändert wird, wird dieser vom Continuity notiert und bei Bedarf während der Dreharbeiten (auf Wunsch des Regisseurs oder des Schauspielers) eingelesen. Zudem überwacht das Continuity die Vollständigkeit der Dialoge innerhalb der Szene und merkt Abweichungen oder fehlende Passagen an.
Handlungsachse: Um die verschiedenen Einstellungen, die von einer Szene gedreht werden, schneiden zu können, bedarf es der visuellen Kontinuität der Handlung. Diese entsteht, indem man die jeweiligen Kamerapositionen nach den Bewegungen, die innerhalb einer Szene entstehen, der sogenannten Handlungsachse, richtet. Ist eine Kamera so positioniert, dass die daraus resultierende Einstellung die Handlung nicht von derselben Richtung aus sieht wie in den anderen Einstellungen der Szene, entsteht ein Achssprung, und die Kontinuität ist unterbrochen. Manchmal werden Achsen bewusst ignoriert und deren Sprung als Stilmittel verwendet. Der Regisseur und der Kameramann legen die Kamerapositionen und die Einstellung für eine Szene fest. Das Continuity achtet darauf, dass die Handlungsachse erhalten bleibt und dass alle vorgesehenen Einstellungen einer Szene gedreht werden.
Während der Dreharbeiten ermittelt das Continuity auch den Drehstopp. Wenn ein Film oder eine Serienfolge zu lang oder zu kurz wird, kann dies zur Folge haben, dass Szenen gestrichen, verlängert oder gar neue Szenen gedreht werden. Deshalb muss das Continuity rechtzeitig Bescheid geben, damit gegebenenfalls Maßnahmen ergriffen werden können.
Das Continuity unterstützt während der Dreharbeiten auch die Kontrolle der Anschlüsse anderer Abteilungen (Maske, Kostüm und Ausstattung), wobei die jeweiligen Abteilungen die Anschlussverantwortung tragen.
Nach Beendigung der Dreharbeiten endet auch die Arbeit des Script/Continuitys.

## Ausbildung
Die Ausbildung und der Berufseinstieg erfolgen über Praktika, Script-Assistenz bei einem Continuity oder über die Mitarbeit bei Kurzfilmen. Vereinzelt werden auch Seminare für Script/Continuitys angeboten.

## Ausbildungsstätte
- Siehe Filmhochschule